# Cecilia Borssén
Cecilia Margareta Borssén, född 17 december 1968 i Göteborg, är en svensk skådespelare.

## Biografi
Borssén studerade vid Calle Flygares Teaterskola 1988-1990. Hon tillhör Helsingborgs stadsteaters fasta ensemble.
Hon är brorsdotter till skådespelaren Jarl Borssén. Tidigare var hon gift med skådespelaren Torbjörn Lindström, som avled i cancer 2006. Tillsammans har de barnen Elsa och Elliot.

## Filmografi
| År   | Roll        | Produktion    | Noter    |
| ---- | ----------- | ------------- | -------- |
| 2007 | Lukas mamma | Hata Göteborg |          |
| 2010 | Lärarinnan  | För kärleken  |          |
| 2021 | Hilda       | Hilda         | Kortfilm |

## Teater

### Roller
| År   | Roll                        | Produktion                                                                                  | Regi               | Teater                                |
| ---- | --------------------------- | ------------------------------------------------------------------------------------------- | ------------------ | ------------------------------------- |
| 1991 |                             | Hamlet William Shakespeare                                                                  | Peter Böök         | Spegelteatern på Gripsholms slott     |
| 1992 | Biondella                   | Så tuktas en argbigga William Shakespeare                                                   | Peter Böök         | Spegelteatern på Gripsholms slott     |
| 1992 |                             | Bortom bifrost                                                                              | Branch Worsham     | Spegelteatern                         |
| 1995 | Emilie                      | Chansaren Shaun Prendergast(en)                                                             | Nina Grünfeld(no)  | Atelierteatern                        |
| 1997 |                             | Gudinnor Cecilia Borssén och Eva Claar                                                      | Peter Wanselius    | Atelierteatern                        |
| 1997 | Antigone                    | Min syster Antigone Peter Wanselius och Leif Persson                                        | Peter Wanselius    | Atelierteatern                        |
| 2000 | Häxa                        | Macbeth William Shakespeare                                                                 | Ulla Gottlieb(da)  | Helsingborgs stadsteater              |
| 2001 | Lizzie Gael                 | Ohörda rop - Wolf Lullaby (Wolf Lullaby) Hilary Bell                                        | Anna Potter        | Helsingborgs stadsteater              |
| 2001 | Rebecka                     | Snart kommer tiden Line Knutzon                                                             | Natalie Ringler    | Helsingborgs stadsteater              |
| 2002 | Hazel Niles                 | Klaga månde Elektra (Mourning Becomes Electra) Eugene O'Neill                               | Göran Stangertz    | Helsingborgs stadsteater              |
| 2002 | Martha Cratchit             | En julsaga (A Christmas Carol in Prose) Charles Dickens                                     | Fransesca Quartey  | Helsingborgs stadsteater              |
| 2003 | Kvinnan                     | En handelsresandes död (Death of a Salesman) Arthur Miller                                  | Göran Stangertz    | Helsingborgs stadsteater              |
| 2003 | Sigrid Lejon Sofia          | Bröderna Lejonhjärta Astrid Lindgren                                                        | Fransesca Quartey  | Helsingborgs stadsteater              |
| 2004 | Flicka 5                    | Café Europa (A şaptea cafanã) Dumitru Crudu(ro), Mihai Fusu och Nicoleta Esinencu(en)       | Carl Kjellgren     | Helsingborgs stadsteater              |
| 2004 | Natasja                     | 3 systrar (Три сeстры, Tri sestry) Anton Tjechov                                            | Christian Tomner   | Helsingborgs stadsteater              |
| 2004 | Felicia                     | Askungen, en saga för vår tid Gunilla Boëthius                                              | Anette Norberg     | Helsingborgs stadsteater              |
| 2005 | Hanna                       | Limbo Margareta Garpe                                                                       | Göran Stangertz    | Helsingborgs stadsteater              |
| 2006 | Fräulein Kost               | Cabaret John Kander, Fred Ebb och Joe Masteroff                                             | Christian Tomner   | Helsingborgs stadsteater              |
| 2006 |                             | Alkohålet Cristina Gottfridsson                                                             | Göran Stangertz    | Helsingborgs stadsteater              |
| 2007 | Maria                       | Trettondagsafton (Twelfth Night, or What You Will) William Shakespeare                      | Michael Cocke      | Helsingborgs stadsteater              |
| 2007 | Lena                        | Camping Klas Abrahamsson                                                                    | Aslak Moe          | Helsingborgs stadsteater              |
| 2008 | Esmeralda                   | Ringaren i Notre Dame (Notre-Dame de Paris) Victor Hugo                                     | Fransesca Quartey  | Helsingborgs stadsteater              |
| 2008 | Cecil                       | Everything goes - Man kan lika gärna leva! Dorothy Parker och Cole Porter                   | Dan Kandell        | Helsingborgs stadsteater              |
| 2009 | Gunnel                      | Cancerbalkongen Marianne Goldman                                                            | Christian Tomner   | Helsingborgs stadsteater              |
| 2009 | Claudia                     | Kvinnan från förr (Die Frau von Früher) Roland Schimmelpfennig                              | Melanie Mederlind  | Helsingborgs stadsteater              |
| 2009 |                             | Snövit och sju miffon Gunilla Boëthius                                                      | Dan Kandell        | Helsingborgs stadsteater              |
| 2010 |                             | Onkel Vanja (Дядя Ваня) Anton Tjechov                                                       | Anna Novovic       | Helsingborgs stadsteater              |
| 2010 | Räven                       | Hit och dit men ganska långt bort Johan Althoff                                             | Voula Kereklidou   | Helsingborgs stadsteater              |
| 2010 |                             | Svansångare Charlotte Engelkes                                                              | Charlotte Engelkes | Helsingborgs stadsteater              |
| 2011 |                             | Allt som är ditt Anna Novovic                                                               | Anna Novovic       | Helsingborgs stadsteater              |
| 2011 | Heidrun/ Libgart Reichert   | Duvorna (Die Tauben) David Gieselmann                                                       | Alexander Öberg    | Helsingborgs stadsteater              |
| 2011 |                             | Tjuvar (Diebe) Dea Loher                                                                    | Anna Novovic       | Helsingborgs stadsteater              |
| 2011 | Slagg                       | Resan till Melonia Per Åhlin                                                                | Sara Cronberg      | Helsingborgs stadsteater              |
| 2012 | Hippolyta Titania           | En midsommarnattsdröm (A Midsummer Night's Dream) William Shakespeare                       | Anna Novovic       | Helsingborgs stadsteater              |
| 2012 |                             | Den enfaldige mördaren Dennis Magnusson                                                     | Dennis Sandin      | Helsingborgs stadsteater              |
| 2012 |                             | Kolla vad jag kan! Minna Krook                                                              | Minna Krook        | Helsingborgs stadsteater              |
| 2013 | Väninnan Texas Bills hustru | Carmencita Rockefeller Rikard Bergqvist, Martin Östergren, Sara Jangfeldt och Mathias Venge | Rikard Bergqvist   | Malmö Opera/ Helsingborgs stadsteater |
| 2014 |                             | Min fru går igen (Blithe Spirit) Noël Coward                                                | Geir Sveaass       | Helsingborgs stadsteater              |
| 2015 |                             | Vår klass (Nasza klasa) Tadeusz Słobodzianek                                                | Anja Suša          | Helsingborgs stadsteater              |
| 2016 |                             | Det blåser hela tiden Anders Duus                                                           | Michael Cocke      | Helsingborgs stadsteater              |
| 2016 |                             | Som ni vill ha det (As you Like it) William Shakespeare                                     | Martha Vestin      | Helsingborgs stadsteater              |
| 2017 |                             | Norénhotellet Birgitta Egerbladh                                                            | Birgitta Egerbladh | Helsingborgs stadsteater              |
| 2018 | Isabelle d'Arc (mor)        | Jeanne d’Arc Annika Silkeberg                                                               | Annika Silkeberg   | Helsingborgs stadsteater              |
| 2018 |                             | En julsaga (A Christmas Carol) Charles Dickens                                              | Viktor Tjerneld    | Helsingborgs stadsteater              |
| 2019 |                             | Woyzeck Georg Büchner                                                                       | Erik Holmström     | Helsingborgs stadsteater              |
| 2020 |                             | Mig nära (Meg nær) Arne Lygre                                                               | Carl Johan Karlson | Helsingborgs stadsteater              |
| 2020 |                             | Evigt ung (Ewig jung) Erik Gedeon                                                           | Adde Malmberg      | Helsingborgs stadsteater              |
| 2021 |                             | BOBHUNDMUSIKAL – för folk med tinnitus i hjärtat Hanna Nygren                               | Kajsa Giertz       | Helsingborgs stadsteater              |
| 2022 | Helena Lind/Fru Alving      | Gengångare Hanna Nygren fritt efter Henrik Ibsen                                            | Helle Rossing      | Helsingborgs stadsteater              |
| 2022 | Beata                       | Fattigfällan Charlotta von Zweigbergk                                                       | Malin Stenberg     | Helsingborgs stadsteater              |
| 2022 |                             | Flugornas herre (Lord of the Flies) William Golding                                         | Johan Paus         | Helsingborgs stadsteater              |
| 2024 |                             | Oceanen vid vägens slut (The ocean at the end of the lane) Neil Gaiman                      | Maria Löfgren      | Helsingborgs stadsteater              |